# Urosphena squameiceps
Urosphena squameiceps е вид птица от семейство Cettiidae.

## Разпространение
Видът е разпространен във Виетнам, Китай, Лаос, Мианмар, Русия, Северна Корея, Тайланд, Южна Корея и Япония.